# Черкезов, Мухаммед
Мухаммед Черке́зов (1911—1993) — советский, туркменский актёр театра и кино. Народный артист СССР (1980). Лауреат Сталинской премии третьей степени (1951).

## Биография
Родился 1 января 1911 года в селе Ашхабад (ныне в черте города Ашхабада, Туркменистан) (по другим источникам — в Ашхабаде).
Окончил Туркменский художественный техникум (ныне Туркменское государственное музыкальное училище имени Д. Овезова) в Ашхабаде.
С 1932 года — актёр Туркменского драматического театра (позже — имени И. В. Сталина, с 1963 — имени Молланепеса, ныне — Студенческий театр имени Молланепеса) (Ашхабад).
Член Союза кинематографистов Туркменской ССР
Член ВКП(б) с 1943 года.
Умер 23 июля 1993 года в Ашхабаде.

### Семья
- Жена — Сачли Дурсунова, кандидат медицинских наук, ветеран войны, награждена орденами и медалями
- Сын — Батыр (р. 1955), окончил Туркменский государственный медицинский институт в Ашхабаде.
- Дочь — Анна (р. 1948), окончила Ташкентскую государственную консерваторию.

## Награды и звания
- Народный артист Туркменской ССР (1955)[2]
- Народный артист СССР (1980)[3]
- Сталинская премия третьей степени (1951) — за исполнение роли Байрама Мерданова в спектакле «Смерть Аллана» Г. Мухтарова на сцене Туркменского ТД имени И. В. Сталина
- Государственная премия Туркменской ССР имени Махтумкули (1970)
- Орден Трудового Красного Знамени (28 октября 1955 года) — за выдающиеся заслуги в развитии туркменской литературы и искусства и в связи с декадой туркменской литературы и искусства в гор. Москве[4]
- Медаль «За любовь к Отечеству» (21 октября 2016 года, посмертно) — за большие успехи в упрочении независимости и суверенитета Туркменистана, приумножении экономического потенциала и международного авторитета страны, реализации государственных программ по планомерному развитию промышленной, нефтегазовой, транспортно-коммуникационной, сельскохозяйственной и водохозяйственной отраслей, других секторов экономики, в образцовой государственной и общественной деятельности, за весомый вклад в ускоренное развитие сфер науки и техники, литературы, культуры и искусства, физкультуры и спорта, образования, здравоохранения и социальных услуг, воспитание молодёжи в духе безграничной любви, уважения и преданности Родине, мужества и добросовестности, учитывая особые заслуги перед независимым государством и родным народом, многолетний добросовестный, и самоотверженный труд, а также в ознаменование славного 25-летнего юбилея великой независимости нашего нейтрального государства[5]

## Творчество

### Роли в театре
- «Семья Аллана» Г. Мухтарова — Байрам Мерданов
- «Кеймир-Кёр» Б. Аманова и К. Бурунова — Кеймир-Кёр
- «Бай и батрак» Хамзы — Салих-бай'
- «Легенда о любви» Н. Хикмета — Визирь
- «Без вины виноватые» А. Н. Островского — Нил Стратонович Дудукин
- «Доходное место» А. Н. Островского — Аристарх Владимирович Вышневский
- «Овод» по Э. Л. Войнич — Монтанелли
- «Бахчисарайский фонтан» по А. С. Пушкину — Нурали
- «Король Лир» У. Шекспира — Глостер
- «Отелло» У. Шекспира — Отелло и Брабацио
- «Решающий шаг» по Б. Кербабаеву — Эзиз-хан
- «Махтумкули» Б. М. Кербабаева — Азади
- «Платон Кречет» А. Е. Корнейчука — Аркадий
- «Кремлёвские куранты» Н. Ф. Погодина — Уэллс

### Фильмография
- 1940 — Сын джигита (короткометражный) — Чарыев
- 1955 — Крушение эмирата — Дурдыев
- 1965 — Сбежала машина (новелла в киноальманахе «Бывает и так») — выпивоха
- 1965 — Решающий шаг — Эзизхан
- 1966 — Утоление жажды — Эрсарыев
- 1968 — Махтумкули — Мерген-ага
- 1969 — Человек за бортом — Перманов
- 1970 — Зов пустыни — дед
- 1980 — Дерево Джамал — Дурды-ага
- 1983 — Короткие рукава — чабан
- 1984 — Возвращение покровителя песен — Сапар-ога
- 1986 — Право решать — Ходжам-ага
- 1986 — Тайный посол — отец Ходжанепеса
- 1987 — Не хочу быть прохожим — дед Байрама

## Интересные факты
Из статьи Джумагельды Беширли Гурбанова «Кто такой Сапармурат Туркменбаши?»:
Как утверждают старожилы селения Кипчак, Атамурат Ниязов не является отцом Сапармурата Атаевича. Его фактическим отцом, по их словам, является народный артист СССР Мухаммед Черкезов, который при жизни признавался, что сожительствовал с Гурбансолтан и что Сапармурат является его сыном.